# 2010 au théâtre
| Années du théâtre : 2007 - 2008 - 2009 - 2010 - 2011 - 2012 - 2013    |
| Décennies du théâtre : 1980 - 1990 - 2000 - 2010 - 2020 - 2030 - 2040 |

Cet article présente les faits marquants de l'année 2010 au théâtre.

## Événements
- 7 juillet : ouverture du 64e Festival d'Avignon.

## Pièces de théâtre publiées
- La Nuit des Camisards, de Lionnel Astier, aux Éditions Alcide.

## Pièces de théâtre représentées

### Saison 2009-2010
- 5 janvier : Ivanov d'Anton Tchekhov, mise en scène Philippe Adrien, Théâtre de la Tempête
- 6 janvier : Deux Voix de Pier Paolo Pasolini et Cor Herkströter, mise en scène Johan Simons et Piet Hein Eek, Théâtre Nanterre-Amandiers
- 6 janvier : La Guerre des fils de lumière contre les fils des ténèbres d'après Guerre des Juifs de Flavius Josèphe, mise en scène Amos Gitaï, Odéon-Théâtre de l'Europe
- 7 janvier : Le Cas Jekyll de Christine Montalbetti, mise en scène Emmanuel Bourdieu et Éric Ruf, Théâtre national de Chaillot
- 7 janvier : Le Kangourou de Patrick Sébastien, mise en scène Olivier Lejeune, Théâtre du Gymnase Marie-Bell
- 7 janvier : Sous l'œil d'Œdipe de Joël Jouanneau, mise en scène de l'auteur, Théâtre de la Commune
- 8 janvier : Une (micro) histoire économique du monde, dansée de Pascal Rambert et Éric Méchoulan, Théâtre de Gennevilliers
- 9 janvier : Je t'appelle de Paris de Moussa Sanou, mise en scène de l'auteur, Théâtre Nanterre-Amandiers
- 9 janvier : La Noce de Bertolt Brecht, mise en scène Patrick Pineau, MC93 Bobigny
- 11 janvier : Abraham écrit, mis en scène, et interprété par Michel Jonasz, Théâtre de la Gaîté-Montparnasse
- 12 janvier : Les Estivants de Maxime Gorki, mise en scène Éric Lacascade, Théâtre national de Bretagne
- 12 janvier : Oncle Vania d'Anton Tchekhov, mise en scène Marcel Maréchal, Théâtre 14 Jean-Marie Serreau
- 13 janvier : Fièvre de Wallace Shawn, mise en scène Lars Norén, Théâtre des Mathurins
- 13 janvier : Ce soir j’ovule de Carlotta Clerici, mise en scène Nadine Trintignant, Théâtre des Mathurins
- 14 janvier : Si c'est un homme de Primo Levi, mise en scène Patrick Olivier, Théâtre de l'Épée de Bois
- 14 janvier : Trilogie de la villégiature de Carlo Goldoni, mise en scène Toni Servillo, Piccolo Teatro MC93 Bobigny
- 15 janvier : L'Embarras du soi de Ged Marlon, mise en scène de l'auteur, Théâtre Montparnasse
- 17 janvier : Charlotte Corday de Daniel Colas, mise en scène de l'auteur, Théâtre des Mathurins
- 19 janvier : Alexandra David-Néel, Mon Tibet de Michel Lengliney, mise en scène Didier Long, Petit Montparnasse
- 19 janvier : David & Edward de Lionel Goldstein, mise en scène Marcel Bluwal, Théâtre de l'Œuvre
- 19 janvier : Hamlet de William Shakespeare, mise en scène Frédéric Borie, Théâtre des 13 vents
- 19 janvier : Journal d'un curé de campagne de Georges Bernanos, Théâtre des Mathurins
- 19 janvier : On purge bébé et Léonie est en avance de Georges Feydeau, mise en scène Gildas Bourdet, Théâtre du Palais-Royal
- 19 janvier : Yaacobi et Leidental d'Hanoch Levin, mise en scène Frédéric Bélier-Garcia, Théâtre du Rond-Point
- 20 janvier : Dehors peste le chiffre noir de Kathrin Röggla, mise en scène Eva Vallejo, Théâtre du Rond-Point
- 20 janvier : La Menzogna de Pippo Delbono, mise en scène de l'auteur, Théâtre du Rond-Point
- 20 janvier : La Précaution inutile ou Le Barbier de Séville de Beaumarchais, mise en scène Laurent Hatat, Théâtre du Nord
- 20 janvier : Le Collectionneur de Christine et Olivier Orban, mise en scène Daniel Benoin, Théâtre national de Nice
- 20 janvier : Le Roi nu d'Evgueni Schwarz, mise en scène Philippe Awat, Théâtre de la Tempête
- 20 janvier : Tout le plaisir est pour nous de Ray Cooney, mise en scène Rodolphe Sand, Théâtre Rive Gauche
- 21 janvier : Les Garçons et Guillaume, à table ! de Guillaume Gallienne, mise en scène Claude Mathieu, Théâtre de l'Athénée-Louis-Jouvet
- 21 janvier : Journée de noces chez les Cromagnons de Wajdi Mouawad, mise en scène Mylène Bonnet, Théâtre de la Tempête
- 21 janvier : Manhattan Medea de Dea Loher, mise en scène Sophie Loucachevsky, Théâtre national de la Colline
- 21 janvier : Tous les Algériens sont des mécaniciens de Fellag, mise en scène Marianne Épin, Théâtre des Bouffes-Parisiens
- 22 janvier : Je l'aimais d'Anna Gavalda, mise en scène Patrice Leconte, Théâtre de l'Atelier
- 22 janvier : La Pierre de Marius von Mayenburg, mise en scène Bernard Sobel, Théâtre national de la Colline
- 22 janvier : Mission Florimont de Sébastien Azzopardi et Sacha Danino, mise en scène Sébastien Azzopardi, Théâtre Le Temple
- 22 janvier : Non, je ne danse pas ! de Patrick Laviosa, Thierry Boulanger, Lydie Agaesse, mise en scène Jean-Luc Revol, La Pépinière-Théâtre
- 22 janvier : Une comédie romantique de Gérald Sibleyras, mise en scène Christophe Lidon, Théâtre Montparnasse
- 26 janvier : L'Affaire Seznec de Éric Rognard et Olga Vincent, mise en scène Robert Hossein, Théâtre de Paris
- 26 janvier : Cercles/fictions de Joël Pommerat, mise en scène de l'auteur, Théâtre des Bouffes du Nord
- 26 janvier : Face au paradis de Nathalie Saugeon, mise en scène Rachida Brakni, Théâtre Marigny
- 26 janvier : La Monnaie de la pièce de Didier Caron et Roland Marchisio, mise en scène Didier Caron, Théâtre Michel
- 27 janvier : La Dernière Lettre de Vassili Grossman, mise en scène Nathalie Colladon, Théâtre de l'Épée de Bois
- 27 janvier : Le Vertige des animaux avant l'abattage de Dimítris Dimitriádis, mise en scène Caterina Gozzi, Odéon-Théâtre de l'Europe Ateliers Berthier
- 28 janvier : Le Bout de la route de Jean Giono, mise en scène François Rancillac, Théâtre de l'Aquarium
- 28 janvier : Les Couteaux dans le dos de Pierre Notte, mise en scène de l'auteur, Théâtre La Bruyère
- 3 février : Les Naufragés du Fol Espoir (Aurores) création collective, mise en scène Ariane Mnouchkine, La Cartoucherie
- 4 février : Un tramway d'après Un tramway nommé Désir de Tennessee Williams, mise en scène Krzysztof Warlikowski, Odéon-Théâtre de l'Europe
- 5 février : Colombe de Jean Anouilh, mise en scène Michel Fagadau, Comédie des Champs-Élysées
- 9 février : Audition de Jean-Claude Carrière, mise en scène Bernard Murat, Théâtre Édouard VII
- 9 février : Orgueil, poursuite et décapitation de Marion Aubert, mise en scène Marion Guerrero, Théâtre des 13 vents
- 10 février  : La Mélancolie des dragons de Philippe Quesne, mise en scène de l'auteur, Théâtre du Rond-Point
- 10 février  : Vous avez quel âge ? de Françoise Dorin, mise en scène Stéphane Hillel, Comédie des Champs-Élysées
- 11 février : Le bruit des os qui craquent de Suzanne Lebeau, mise en scène Anne-Laure Liégeois, Studio-Théâtre
- 13 février : Mystère bouffe et fabulages de Dario Fo, mise en scène Muriel Mayette, Comédie-Française
- 15 février : Hélas, petite épopée apocalyptique écrite et interprétée par Stéphanie Tesson, mise en scène Anne Bourgeois, Théâtre Artistic Athévains
- 16 février : Maison de poupée d'Henrik Ibsen, mise en scène Michel Fau, Théâtre de la Madeleine
- 19 février : Die Ratten (Les Rats) de Gerhart Hauptmann, mise en scène Michael Thalheimer, Théâtre national de la Colline
- 19 février : Fantasio d'Alfred de Musset, mise en scène Denis Podalydès, Comédie-Française
- 25 février : Burn baby burn de Carine Lacroix, mise en scène Anne-Laure Liégeois, Studio-Théâtre
- 27 février : Les Fausses Confidences de Marivaux, mise en scène Didier Bezace, Théâtre de la Commune
- 2 mars : L'Illusion comique de Corneille, mise en scène Galin Stoev, Comédie-Française
- 5 mars : Au fil des mots d'Henri Gougaud, mise en espace, scénographie et marionnettes Ezéquiel Garcia-Romeu, Théâtre de la Commune
- 8 mars : Cymbeline de William Shakespeare, mise en scène Bernard Sobel, MC93 Bobigny
- 8 mars : La Contrebasse de Patrick Süskind, mise en scène Natascha Rudolf, MC93 Bobigny
- 9 mars : Alice et cetera : Alice au pays sans merveilles, Je rentre à la maison, Couple ouvert à deux battants, pièces de Dario Fo et Franca Rame, mise en scène Stuart Seide, Théâtre du Nord
- 9 mars : Extinction de Thomas Bernhard, lecture, réalisation Blandine Masson et Alain Françon, Théâtre de la Madeleine
- 9 mars : Le Grenier de Yōji Sakate, mise en scène Jacques Osinski, Théâtre du Rond-Point
- 9 mars : Les Nouvelles Brèves de comptoir de Jean-Marie Gourio, mise en scène Jean-Michel Ribes, Théâtre du Rond-Point
- 9 mars : Candide d'après Voltaire, mise en scène Rafael Bianciotto, Théâtre André Malraux de Rueil Malmaison
- 10 mars : Au bord de la vie et Le Quêteur de la mort de Gao Xingjian, mise en scène Marcos Malavia, Théâtre de l'Épée de Bois
- 10 mars : Balade nocturne et Corps et texte de Marcos Malavia, mise en scène  de l'auteur, Théâtre de l'Épée de Bois
- 10 mars : Partage de midi (version de 1905) de Paul Claudel, mise en scène Antoine Caubet, Théâtre de l'Aquarium
- 10 mars : Maison de poupée d'Henrik Ibsen, mise en scène Jean-Louis Martinelli, Théâtre Nanterre-Amandiers
- 11 mars : Ciels de Wajdi Mouawad, mise en scène de l'auteur, Odéon-Théâtre de l'Europe Ateliers Berthier
- 11 mars : Le Mystère du bouquet de roses de Manuel Puig, mise en scène Gilberte Tsaï, Nouveau Théâtre de Montreuil
- 11 mars : R.E.R. de Jean-Marie Besset, mise en scène Gilbert Désveaux, Théâtre de la Tempête
- 12 mars : L'Éveil du printemps de Frank Wedekind, mise en scène Guillaume Vincent, Théâtre national de la Colline
- 12 mars : Personne n'est parfait de Simon Williams, mise en scène Alain Sachs, Théâtre des Variétés
- 16 mars : Bed and Breakfast de Joe O'Byrne, mise en scène Cerise Guy, Théâtre 14 Jean-Marie Serreau
- 16 mars : La vie est un songe de Pedro Calderón de la Barca, mise en scène William Mesguich, Théâtre des 13 vents
- 17 mars : La Confusion des sentiments d'après Stefan Zweig, mise en scène Michel Kacenelenbogen, Théâtre Mouffetard
- 19 mars : Impasse des anges d'Alain Gautré, mise en scène de l'auteur, Théâtre de la Tempête
- 19 mars : Invasion ! de Jonas Hassen Khemiri, mise en scène Michel Didym, Théâtre Nanterre-Amandiers
- 19 mars : Les Justes d'Albert Camus, mise en scène Stanislas Nordey, Théâtre national de la Colline
- 24 mars : Les Naufragés de Guy Zilberstein, mise en scène Anne Kessler, Théâtre du Vieux-Colombier
- 25 mars : Le Banquet d'après Platon, mise en scène Jacques Vincey, Studio-Théâtre
- 30 mars : Épousailles et représailles d'Hanoch Levin, mise en scène Séverine Chavrier, Théâtre Nanterre-Amandiers
- 30 mars : Mon cœur caresse un espoir de Léon Werth, mise en scène Valérie Antonijevich, Théâtre de l'Épée de Bois
- 31 mars : Casteljaloux de Laurent Laffargue, mise en scène de l'auteur, Théâtre de la Commune
- 6 avril : La Fausse Suivante de Marivaux, mise en scène Lambert Wilson, Théâtre des Bouffes du Nord
- 7 avril : Ciao Amore de Jérôme L'Hotsky, mise en scène Philippe Sohier, Théâtre de la Gaîté-Montparnasse
- 7 avril : Les Oranges d'Aziz Chouaki, mise en scène Laurent Hatat, Théâtre du Lucernaire
- 9 avril : Alice et cetera : Alice au pays sans merveilles, Je rentre à la maison, Couple ouvert à deux battants, pièces de Dario Fo et Franca Rame, mise en scène Stuart Seide, Théâtre du Rond-Point
- 9 avril : Kean ou Désordre et Génie d'Alexandre Dumas, mise en scène Frank Castorf, Odéon-Théâtre de l'Europe
- 10 avril : Les Oiseaux d'Aristophane, mise en scène Alfredo Arias, Comédie-Française
- 16 avril : Panique au ministère de Jean Franco et Guillaume Mélanie, mise en scène Raymond Acquaviva, Théâtre de la Porte-Saint-Martin
- 27 avril : Les Corbeaux d'Henry Becque, mise en scène Anne Bisang, Comédie de Saint-Étienne
- 28 avril : Les Femmes savantes de Molière, mise en scène Arnaud Denis, Petit Théâtre de Paris
- 5 mai : Ciseaux, papier, caillou de Daniel Keene et mise en scène Daniel Jeanneteau et Marie-Christine Soma, Théâtre national de la Colline
- 5 mai : Jalousie en trois mails d'Esther Vilar, mise en scène Didier Long, Théâtre Montparnasse
- 5 mai : Louis Jouvet-Romain Gary 1945-1951 d’après leur correspondance et Tulipe ou la Protestation de Romain Gary, mise en scène Gabriel Garran, Théâtre de la Commune
- 6 mai : La Jalousie du barbouillé et Le Médecin volant de Molière, mise en scène Raphaël de Angelis, Théâtre de l'Épée de Bois
- 6 mai : Oxu (objet qu’on vient de retrouver et qu’on reperd aussitôt) de Christine Murillo, Jean-Claude Leguay, Grégoire Oestermann, La Pépinière-Théâtre
- 6 mai : Roberto Zucco de Bernard-Marie Koltès, mise en scène Pauline Bureau, Théâtre de la Tempête
- 6 mai : Une maison de poupée d'Henrik Ibsen, mise en scène Nils Öhlund, Théâtre de l'Athénée-Louis-Jouvet
- 7 mai : Avril 08, conte moderne de Fabrice Dauby, mise en scène de l'auteur, Théâtre de la Tempête
- 7 mai : Le Donneur de bain de Dorine Hollier, mise en scène Dan Jemmett, Théâtre Marigny
- 8 mai : Je vous entends penser de Élisabeth Amato, Petit Montparnasse
- 11 mai : Rosa la rouge de Claire Diterzi et Marcial Di Fonzo Bo, mise en scène Marcial Di Fonzo Bo, Théâtre du Rond-Point
- 11 mai : Sganarelle ou le Cocu imaginaire de Molière, mise en scène Milena Vlach, Théâtre de l'Épée de Bois
- 14 mai : La Ronde du carré de Dimítris Dimitriádis, mise en scène Giorgio Barberio Corsetti, Odéon-Théâtre de l'Europe
- 18 mai : La Vraie Fiancée d'Olivier Py d'après les frères Grimm, Odéon-Théâtre de l'Europe Ateliers Berthier
- 19 mai : Macbeth de William Shakespeare, mise en scène Declan Donnellan, Théâtre du Nord
- 20 mai : Mission Florimont de Sébastien Azzopardi et Sacha Danino, mise en scène Sébastien Azzopardi, Théâtre Michel
- 26 mai : Combat de nègre et de chiens de Bernard-Marie Koltès, mise en scène Michael Thalheimer, Théâtre national de la Colline
- 26 mai : Tempête ! d'après William Shakespeare, mise en scène Irina Brook, Théâtre des Bouffes du Nord
- 26 mai : Le Soir, des lions... de François Morel, mise en scène Juliette, Théâtre du Rond-Point
- 27 mai : Le Mariage forcé de Molière, mise en scène Pierre Pradinas, Studio-Théâtre
- 27 mai : Les Amours tragiques de Pyrame et Thisbé de Théophile de Viau, mise en scène Benjamin Lazar, Théâtre de l'Athénée-Louis-Jouvet
- 27 mai : Voyageurs immobiles de Philippe Genty et Mary Underwood, Théâtre du Rond-Point
- 28 mai : Flowers in the mirror de Li Ruzhen, mise en scène Charles Tordjman, Théâtre Nanterre-Amandiers
- 28 mai : L'Impardonnable Revue pathétique et dégradante de Monsieur Fau, mise en scène Emmanuel Daumas, Théâtre du Rond-Point
- 4 juin : Les Âmes mortes de Nicolas Gogol, mise en scène Anton Kouznetsov, MC93 Bobigny
- 9 juin : Jean-Louis Trintignant seul en scène, Théâtre Nanterre-Amandiers
- 22 juin : Warum warum de Peter Brook et Marie-Hélène Estienne d'après Antonin Artaud, Edward Gordon Craig, Charles Dullin, Vsevolod Meyerhold, Motokiyo Zeami et William Shakespeare, mise en scène Peter Brook, Théâtre des Bouffes du Nord

### Saison 2010-2011
- 20 août : Stand-Up de Gérald Sibleyras, mise en scène Jean-Luc Moreau, Théâtre Tristan-Bernard
- 24 août : Strictement amical de Sylvie Blotnikas, mise en scène Julien Rochefort, Théâtre de Poche Montparnasse
- 24 août : Venise sous la neige de Gilles Dyrek, mise en scène Christian Bujeau, Petit Hébertot
- 25 août : Ce qui arrive et ce qu'on attend de Jean-Marie Besset, mise en scène Arnaud Denis, Vingtième Théâtre
- 25 août : 5 clés de Jean-Paul Wenzel, mise en scène de l'auteur, Théâtre du Lucernaire
- 3 septembre : Le Dîner de cons de Francis Veber, mise en scène Jean-Luc Moreau, Théâtre des Variétés
- 3 septembre : Solness le constructeur d'Henrik Ibsen, mise en scène Hans-Peter Cloos, Théâtre Hébertot
- 4 septembre : La Cage aux folles de Jean Poiret, mise en scène Didier Caron, Théâtre de la Porte-Saint-Martin
- 7 septembre : Le Prénom de Matthieu Delaporte et Alexandre de La Patellière, mise en scène Bernard Murat, théâtre Édouard VII
- 7 septembre : Les Amis du placard de Gabor Rassov, mise en scène Pierre Pradinas, La Pépinière-Théâtre
- 7 septembre : Nono de Sacha Guitry, mise en scène Michel Fau, Théâtre de la Madeleine
- 7 septembre : Une femme à Berlin d'après un texte anonyme, mise en scène Tatiana Vialle, Théâtre du Rond-Point
- 8 septembre : Le roi se meurt d'Eugène Ionesco, mise en scène Georges Werler, Comédie des Champs-Élysées
- 9 septembre : Désolé pour la moquette de Bertrand Blier, mise en scène de l'auteur, Théâtre Antoine
- 9 septembre : La Médaille d'après Lydie Salvayre, mise en scène Zabou Breitman, Théâtre du Rond-Point
- 9 septembre : Ubu roi d'Alfred Jarry, mise en scène Franck Berthier, Vingtième Théâtre
- 9 septembre : Notre terreur, mise en scène Sylvain Creuzevault, Théâtre national de la Colline
- 10 septembre : Kramer contre Kramer d'Avery Corman, mise en scène Didier Caron et Stéphane Boutet, Théâtre des Bouffes-Parisiens
- 10 septembre : Le Dindon de Georges Feydeau, mise en scène Philippe Adrien, Théâtre de la Tempête
- 10 septembre : Le Technicien d'Éric Assous, mise en scène Jean-Luc Moreau, Théâtre du Palais-Royal
- 10 septembre : Les Dames du jeudi de Loleh Bellon, mise en scène Christophe Lidon, Théâtre de l'Œuvre
- 11 septembre : Factory 2 de Krystian Lupa d'après Andy Warhol, mise en scène Krystian Lupa, Théâtre national de la Colline
- 14 septembre : Dernière Station avant le désert de Lanie Robertson, mise en scène Georges Werler, Petit-Saint-Martin
- 14 septembre : Kafka's Monkey d'après Rapport pour une académie de Franz Kafka, mise en scène Walter Meierjohann, Théâtre des Bouffes du Nord
- 14 septembre : Léocadia de Jean Anouilh, mise en scène Thierry Harcourt, Théâtre 14 Jean-Marie Serreau
- 14 septembre : Le Repas des fauves de Vahé Katcha, mise en scène Julien Sibre, Théâtre Michel
- 14 septembre : Les 39 marches de John Buchan et Alfred Hitchcock, mise en scène Éric Métayer, Théâtre La Bruyère
- 14 septembre : Rendez-vous de Miklós László spectacle musical d'après la pièce La Boutique au coin de la rue, mise en scène Jean-Luc Revol, Théâtre de Paris
- 15 septembre : La Parisienne de Henry Becque, mise en scène Didier Long, Théâtre Montparnasse
- 15 septembre : Les Naufragés du Fol Espoir (Aurores) création collective, mise en scène Ariane Mnouchkine, La Cartoucherie
- 15 septembre : Lumière de Recife Dom Helder Camara de Jacques Hiver, mise en scène Jacques Hiver, Théâtre de Nesle
- 16 septembre : À deux lits du délit de Derek Benfield, mise en scène Jean-Luc Moreau, Théâtre de la Michodière
- 16 septembre : Mike comédie musicale de Gadi Inbar, mise en scène Thomas Le Douarec, Théâtre Comedia
- 17 septembre : Le Vieux Juif blonde d'Amanda Sthers, mise en scène Christophe Lidon, Théâtre des Mathurins
- 17 septembre : Le Mardi à Monoprix d'Emmanuel Darley, mise en scène Michel Didym, Théâtre Ouvert
- 17 septembre : Les Acteurs de bonne foi de Marivaux, mise en scène Jean-Pierre Vincent, Théâtre Nanterre-Amandiers
- 17 septembre : Paris Frou-Frou. La Dernière Séance et Boris Vian. Une trompinette au Paradisde Jérôme Savary, Théâtre Déjazet
- 18 septembre : L'Avare de Molière, mise en scène Catherine Hiegel, Comédie-Française
- 18 septembre : Les Cahiers de Malte Laurids Brigge de Rainer Maria Rilke, mise en scène Bérengère Dautun, Petit Hébertot
- 19 septembre : La Grande Magie d'Eduardo De Filippo, mise en scène Dan Jemmett, Comédie-Française
- 20 septembre : Les Oiseaux d'Aristophane, mise en scène Alfredo Arias, Comédie-Française
- 21 septembre : Boire, fumer et conduire vite de Philippe Lellouche, mise en scène Marion Sarraut, Théâtre de la Renaissance
- 21 septembre : Jules et Marcel d'après la correspondance entre Raimu et Marcel Pagnol, mise en scène Jean-Pierre Bernard, Théâtre Marigny
- 21 septembre : Kiki Van Beethoven d'Éric-Emmanuel Schmitt, mise en scène Christophe Lidon, Théâtre de l'Œuvre
- 21 septembre : Parlez-moi d'amour d'après Raymond Carver, mise en scène Jacques Lassalle, TNP-Villeurbanne
- 22 septembre : Combat de nègre et de chiens de Bernard-Marie Koltès, mise en scène Michael Thalheimer, Théâtre national de la Colline
- 22 septembre : La Coupe et les lèvres d'Alfred de Musset, mise en scène Jean-Pierre Garnier, Théâtre de la Tempête
- 22 septembre : Interview de Theo Van Gogh, mise en scène Hans-Peter Cloos, Studio des Champs-Elysées
- 22 septembre : Un mage en été d'Olivier Cadiot, mise en scène Ludovic Lagarde, Centre Pompidou
- 23 septembre : Chansons des jours avec et chansons des jours sans, mise en scène Philippe Meyer, Studio-Théâtre de la Comédie-Française
- 23 septembre : Les Femmes savantes de Molière, mise en scène Bruno Bayen, Théâtre du Vieux-Colombier
- 23 septembre : Oh les beaux jours de Samuel Beckett, mise en scène Bob Wilson, Théâtre de l'Athénée-Louis-Jouvet
- 24 septembre : C'est pas le moment ! de Jean-Claude Islert, mise en scène Jean-Luc Moreau, Théâtre Saint-Georges
- 24 septembre : Des jours et des nuits à Chartres de Henning Mankell, mise en scène Daniel Benoin, Théâtre national de Nice
- 28 septembre : Chien-Chien de Fabrice Roger-Lacan, mise en scène Jérémie Lippmann, Théâtre de l'Atelier
- 28 septembre : Du mariage au divorce : Feu la mère de Madame, On purge bébé, Mais n'te promène donc pas toute nue !, Léonie est en avance de Georges Feydeau, mise en scène Alain Françon, Théâtre national de Strasbourg
- 28 septembre : Franchise postale de Pierre Richard et Christophe Duthuron, mise en scène Christophe Duthuron, La Pépinière-Théâtre
- 28 septembre : La Compagnie des spectres d'après Lydie Salvayre, mise en scène Zabou Breitman, Monfort-Théâtre
- 29 septembre : Laissez-moi sortir de Jean-Marie Chevret, mise en scène Jean-Pierre Dravel et Olivier Macé, Théâtre Daunou
- 29 septembre : Les Chaises de Eugène Ionesco, mise en scène Luc Bondy, Théâtre Nanterre-Amandiers
- 1er octobre : Grand Écart de Stephen Belber, mise en scène Benoît Lavigne, Théâtre de la Madeleine
- 5 octobre : Le Clan des divorcées de Alil Vardar, mise en scène Enver Recepovic, Théâtre Rive Gauche
- 5 octobre : Where were you on January 8th ? de Amir Reza Koohestani, mise en scène de l'auteur, Théâtre national de la Colline
- 6 octobre : Un pied dans le crime d'Eugène Labiche, mise en scène Jean-Louis Benoît, TNBA
- 7 octobre : J'ai jamais été aussi vieux de Pierre Palmade, Le Palace
- 8 octobre : Bonté divine de Frédéric Lenoir et Louis-Michel Colla, mise en scène Christophe Lidon, Théâtre de la Gaîté-Montparnasse
- 12 octobre : Footloose, Espace Cardin
- 15 octobre : Le Gai Mariage de Gérard Bitton et Michel Munz, mise en scène José Paul et Agnès Boury, Théâtre des Nouveautés
- 16 octobre : Andromaque de Racine, mise en scène Muriel Mayette, Comédie-Française
- 19 octobre : Something Wilde d'après Salomé d'Oscar Wilde, mise en scène Anne Bisang, Artistic Athévains
- 19 octobre : Un nid pour quoi faire d'Olivier Cadiot, mise en scène Ludovic Lagarde, Théâtre de la Ville
- 22 octobre : Henri IV, le bien-aimé de Daniel Colas, mise en scène de l'auteur, Théâtre des Mathurins
- 24 octobre : Monsieur Luxure de Laurent Couson, mise en scène Jean-Luc Moreau, Théâtre de la Gaîté-Montparnasse
- 3 novembre : La Nuit d'Elliot Fall de Vincent Daenen, mise en scène Jean-Luc Revol, Vingtième Théâtre
- 4 novembre : Le Prix Martin de Eugène Labiche, mise en scène Bruno Boëglin, Théâtre des Célestins
- 4 novembre : Lulu de Frank Wedekind, mise en scène Stéphane Braunschweig, Théâtre national de la Colline
- 5 novembre : Chienne d'Alexandre Bonstein, mise en scène de l'auteur, Vingtième Théâtre
- 9 novembre : Cyrano de Bergerac d'Edmond Rostand, mise en scène Gilles Bouillon, Théâtre de la Tempête
- 10 novembre : Le roi s'amuse de Victor Hugo, mise en scène François Rancillac, Théâtre de l'Aquarium
- 13 novembre : La Dame au petit chien de Anton Tchekhov, mise en scène Anne Bouvier, Théâtre de la Huchette
- 16 novembre : Le Fantôme de l'Opéra d'après Gaston Leroux, mise en scène Henri Lazarini, Théâtre 14 Jean-Marie Serreau
- 19 novembre : Les Peintres au charbon de Lee Hall, mise en scène Marion Bierry, Artistic Athévains
- 24 novembre : Le Mariage de Nicolas Gogol, mise en scène Lilo Baur, Théâtre du Vieux-Colombier
- 25 novembre : Les Habits neufs de l'empereur de Hans Christian Andersen, mise en scène Jacques Allaire, Studio-Théâtre de la Comédie-Française
- 30 novembre : Baal de Bertolt Brecht, mise en scène François Orsoni, Théâtre de la Bastille
- 30 novembre : Brume de Dieu d'après Tarjei Vesaas, mise en scène Claude Régy, Comédie de Valence
- 30 novembre : Suspection de Fabienne Renault, mise en scène Enki Bilal, Théâtre du Rond-Point
- 1er décembre : Tue-Tête de Judith Chemla, Théâtre des Bouffes du Nord
- 3 décembre : Nach Moskau ! Nach Moskau! d’après Les Trois Sœurs et Les Paysans d’Anton Tchekhov, mise en scène Frank Castorf, Théâtre Nanterre-Amandiers
- 4 décembre : Rêve d'Automne de Jon Fosse, mise en scène Patrice Chéreau, Théâtre de la Ville
- 4 décembre : Un fil à la patte de Georges Feydeau, mise en scène Jérôme Deschamps, Comédie-Française
- 15 décembre : Au nom du fils d'Alain Cauchi, mise en scène Étienne Bierry, Théâtre de Poche Montparnasse
- 15 décembre : Sale Août de Serge Valletti, mise en scène Patrick Pineau, La Criée
- 16 décembre : La Célestine de Fernando de Rojas, mise en scène Christian Schiaretti, TNP Villeurbanne
- 16 décembre : Les Trois Sœurs d'Anton Tchekhov, mise en scène Alain Françon, Comédie-Française

## Festival d'Avignon

### Cour d'honneur duPalais des Papes
- 7 juillet : Papperlapapp, de Christoph Marthaler et Anna Viebrock, avec Marc Bodnar, Raphael Clamer, Bendix Dethleffsen, Évelyne Didi, Olivia Grigolli, Rosemary Hardy
- 20 juillet : La Tragédie du roi Richard II, de William Shakespeare, traduction de Frédéric Boyer, mise en scène Jean-Baptiste Sastre, avec Denis Podalydès, Axel Bogousslavsky, Frédéric Boyer, Cécile Braud, Jean-Charles Clichet, Florence Delay, Jérôme Derre, Vincent Dissez, Bénédicte Guilbert
- 24 juillet : Concert dessiné, de Charles Berberian et Philippe Dupuy, avec Rodolphe Burger, Julien Perraudeau, Alberto Malo

## Récompenses
- 25 avril (dimanche) : 24e Nuit des Molières à la Maison des arts et de la culture de Créteil.
- Prix Plaisir du théâtre : Emmanuel Demarcy-Mota.
- Prix Jean-Jacques Gautier : Julie-Marie Parmentier.
- Prix du Brigadier :
  - Ludmila Mikaël pour L'Amante anglaise;
  - Arnaud Denis pour sa mise en scène et son interprétation dans Les Femmes savantes;
  - Étienne Bierry Brigadier d’honneur pour l’ensemble de sa carrière.

## Décès
- 23 janvier : Roger Pierre (°1923)
- 24 janvier : Maxime Leroux (°1951)
- 31 janvier : Pierre Vaneck (°1931)
- 3 février : Georges Wilson (°1921)
- 13 février : Serge Sauvion (°1929)
- 25 février : Anne Alexandre (°1920)
- 25 février : Yvonne Clech (°1920)
- 27 février : André Aubert (°1923)
- 9 mars : Madeleine Marion (°1929)
- 28 mars : Jean Dalmain (°1915)
- 29 mars : Jacques Dacqmine (°1923)
- 12 avril : Werner Schroeter (°1945)
- 13 avril : Isabelle Caubère (°1954)
- 17 avril : Sotigui Kouyaté (°1936)
- 18 avril : Paul Bisciglia (°1928)
- 21 mai : Alain Ollivier (°1938)
- 28 mai : André Degaine (°1926)
- 8 juin : Andréas Voutsinás (°1932)
- 10 juin : Ginette Garcin (°1928)
- 11 juin : Martine Sarcey (°1928)
- 19 juin : Nathalie Nattier (°1924)
- 2 juillet : Laurent Terzieff (°1935)
- 6 juillet : Sacha Briquet (°1930)
- 10 juillet : Pierre Maguelon (°1933)
- 17 juillet : Bernard Giraudeau (°1947)
- 18 juillet : Philippe Faure (°1952)
- 19 juillet : Cécile Aubry (°1928)
- 24 juillet : Véronique Silver (°1931)
- 24 juillet : Georges Wod (°1936)
- 28 juillet : Raoul Billerey (°1920)
- 31 juillet : Philippe Avron (°1928)
- 7 août : Bruno Cremer (°1929)
- 8 août : Foued Nassah (°1962)
- 21 août : Christoph Schlingensief (°1960)
- 8 septembre : Jenny Alpha (°1910)
- 20 septembre : Jean Lara (°1922)
- 6 octobre : Colette Renard (°1924)
- 13 octobre : Gérard Berliner (°1956)
- 30 octobre : Bernard Musson (°1925)
- 3 novembre : Charles Charras (°1920)
- 11 novembre : Simone Valère (°1921)
- 17 novembre : Isabelle Caro (°1980)
- 22 novembre : Julien Guiomar (°1928)
- 12 décembre : Gabriel Monnet (°1921)
- 12 décembre : Henri Ronse (°1946)
- 13 décembre : Jacques Galland (°1921)
- 27 décembre : Bernard-Pierre Donnadieu (°1949)